# Maxi Pereira
Maximiliano Pereira, vollständiger Name Victorio Maximiliano Pereira Páez, (* 8. Juni 1984 in Montevideo) ist ein uruguayischer Fußballspieler. Von Juli 2015 bis 2019 spielte der Rechtsverteidiger für den FC Porto.

## Karriere

### Verein
Der überwiegend als Maxi Pereira bekannte Uruguayer hat drei Brüder und zwei Schwestern. Er war 14 Jahre, als sein Vater einem Herzinfarkt erlag und die Mutter nunmehr alleine den Lebensunterhalt der Familie sichern musste. Pereira trug daher bereits in jungen Jahren durch Malerarbeiten und eine Verkaufstätigkeit in einem Toto-Kiosk zum Lebensunterhalt der Familie bei. Mit dem Fußballspielen begann Pereira als Sechsjähriger im baby fútbol bei Bella Vista. Von dort wechselte er in der Octava División zu Defensor Sporting. Der "El Mono" oder auch "Monito" genannte Pereira debütierte dort 2002 in der Primera División und gehörte, nachdem er zuvor noch Ergänzungsspieler war, erstmals in der Clausura 2003 zum Kern der Mannschaft. Bei Defensor soll er bis 2007 119 Spiele absolviert haben, in denen er 25 Tore schoss. Sodann wechselte er 2007 für eine Ablösesumme von drei Millionen Euro zum von José Antonio Camacho trainierten portugiesischen Club Benfica Lissabon. Die Portugiesen erwarben damit 70 % der Transferrechte am Spieler. 30 % dieser Rechte verblieben zunächst bei seinem vorherigen Verein Defensor, wurden aber zu einem späteren Zeitpunkt auch noch von Benfica erworben. Für die Spielzeiten 2007/08 bis 2012/13 werden 155 Einsätze und acht Tore für ihn ausgewiesen. Bei den Portugiesen spielte er bis 2008 im rechten Mittelfeld. Zur Saison 2008/09 wechselte Rechtsverteidiger Nélson Marcos zu Betis Sevilla, so dass Maxi dessen Posten in der Stammmannschaft einnehmen konnte.
In der Spielzeit 2013/14 lief er in 25 Liga-Begegnungen auf. Ein Tor erzielte er dabei nicht. Zudem kam er in vier Spielen der UEFA Champions League 2013/14, siebenmal in der Europa League und in fünf Partien des Taça de Portugal 2013/14 und zweimal in der Copa de la Liga zum Zug. Er gewann in jener Spielzeit mit seinem Verein die Portugiesische Meisterschaft und stieß mit dem Team bis ins Finale der Europa League 2013/14 vor. Dort unterlag man dem FC Sevilla. In der Saison 2014/15 wurde er 32-mal in der Primeira Liga eingesetzt und schoss fünf Tore. Benfica gewann erneut die Landesmeisterschaft. In der Champions League bestritt Pereira in jener Spielzeit fünf Partien (kein Tor). Am 15. Juli 2015 wurde sein Wechsel zum FC Porto vermeldet. Er unterschrieb einen bis zum 30. Juni 2019 laufenden Vertrag. In der Spielzeit 2015/16 kam er dort 32-mal (ein Tor) in der Liga, dreimal im nationalen Pokalwettbewerb, sechsmal (kein Tor) in der Champions League und einmal (kein Tor) in der Europa League zum Einsatz. Während der Folgesaison lief er in 24 Erstligabegegnungen (zwei Tore), sieben Champions-League-Partien (kein Tor), zweimal im Ligapokal und einmal in der Taça de Portugal (jeweils kein Tor) auf.
Am 1. Februar 2021 kehrte Pereira zum ersten Mal seit 14 Jahren in die Liga seines Heimatlandes zurück und unterschrieb bei Peñarol Montevideo einen Vertrag bis Juli mit einer Option für den Rest des Jahres. 2022 wechselte er weiter zu River Plate Montevideo.

### Nationalmannschaft
Maxi Pereira gehörte der von Juan Jacinto Rodríguez trainierten U-17-Auswahl Uruguays an, die an der U-17-Südamerikameisterschaft 2001 in Peru teilnahm und den 6. Platz belegte. Er bestritt am 26. Oktober 2005 sein erstes A-Länderspiel gegen Mexiko, das allerdings verloren ging. Unter Uruguays neuem Nationaltrainer Óscar Tabárez entwickelte sich Pereira zum Stammspieler, wurde 2006 für mehrere Freundschaftsspiele einberufen und nahm an der Copa América 2007 in Venezuela teil, wo Uruguay den vierten Platz belegte, und er vier Mal von Beginn an spielte. In der Qualifikation zur WM 2010 bestritt er 15 der insgesamt 20 Qualifikationsspiele, die restlichen fünf, wie etwa das Playoff-Hinspiel gegen Costa Rica, verpasste er infolge von Verletzungen oder Sperren.
Bei der Weltmeisterschaftsendrunde erreichte Maxi Pereira mit Uruguay erstmals seit 1970 wieder das Halbfinale. Zuvor war Pereira im Viertelfinale gegen Ghana der einzige Fehlschütze seines Teams im Elfmeterschießen, als er den Ball über das Tor schoss. Dank Fernando Muslera, der zwei Elfmeter von Ghana hielt, kam seine Mannschaft trotzdem weiter. Bis zum Ausscheiden seiner Mannschaft im Halbfinale des Turniers gegen die Niederlande, in dem er kurz vor Schluss mit dem 2:3 sein erstes Länderspieltor verzeichnete, war er in allen Begegnungen in der Startformation. Pereira gewann im Folgejahr mit der Celeste die Copa América 2011. Er wirkte beim FIFA-Konföderationen-Pokal 2013 mit. Bei der Weltmeisterschaft 2014 in Brasilien gehörte er erneut dem Aufgebot Uruguays an und wurde im Verlaufe des Turniers dreimal eingesetzt, erreichte mit dem Team das Achtelfinale und schied dort gegen Kolumbien aus. Im ersten WM-Gruppenspiel gegen Costa Rica erhielt er die Rote Karte. Auch für die Copa América 2015 wurde er nominiert. Dort schied er mit der Mannschaft im Viertelfinale aus. Bei der Copa América Centenario 2016 gehörte er ebenfalls dem Aufgebot Uruguays an.
Am 5. Juni 2016 absolvierte er bei der 1:3-Niederlage gegen Mexiko sein 112. Länderspiel und wurde gemeinsam mit Diego Forlán (112 Länderspiele) Rekordnationalspieler Uruguays. Vier Tage später bestritt er sein 113. Länderspiel und war seitdem alleiniger Rekordhalter. Er baute den Rekord bis zum 7. Juni 2018 auf 125 Länderspiele aus. Für die WM in Russland wurde er zwar nominiert, kam dort und danach aber nicht mehr zum Einsatz. Am 25. März 2019 überbot Diego Godín mit seinem 126. Länderspiel Pereiras Rekord.

## Erfolge

### Im Verein
Benfica Lissabon
- Taça da Liga: 2009, 2010, 2011, 2012
- Portugiesische Meisterschaft: 2009/10, 2013/14, 2014/15

FC Porto
- Portugiesischer Meister: 2017/18
- Portugiesischer Supercupsieger: 2018

Peñarol Montevideo
- Uruguayische Meisterschaft: 2021

### In der Nationalmannschaft
- Copa América: 2011